# Leichtathletik-Weltmeisterschaften 2022/Teilnehmer (Burundi)
| Gelbes Symbol für Goldmedaillen mit stilisierten Olympischen Ringen | Graues Symbol für Silbermedaillen mit stilisierten Olympischen Ringen | Braundes Symbol für Bronzemedaillen mit stilisierten Olympischen Ringen |
| ------------------------------------------------------------------- | --------------------------------------------------------------------- | ----------------------------------------------------------------------- |
| —                                                                   | —                                                                     | —                                                                       |

Der Leichtathletikverband von Burundi nominierte eine Athletin und drei Athleten für die Teilnahme an den Leichtathletik-Weltmeisterschaften 2022 in Eugene.

## Ergebnisse

### Männer

#### Laufdisziplinen
| Athlet              | Disziplin | Vorlauf | Vorlauf | Halbfinale | Halbfinale | Finale       | Finale |
| Athlet              | Disziplin | Zeit    | Platz   | Zeit       | Platz      | Zeit         | Platz  |
| ------------------- | --------- | ------- | ------- | ---------- | ---------- | ------------ | ------ |
| Egide Ntakarutimana | 10.000 m  |         |         |            |            | 28:24,07 min | 18     |
| Rodrigue Kwizera    | 10.000 m  |         |         |            |            | 28:01,49 min | 16     |
| Olivier Irabaruta   | Marathon  |         |         |            |            | 2:12:00 h    | 32     |

### Frauen

#### Laufdisziplinen
| Athletin           | Disziplin | Vorlauf | Vorlauf | Halbfinale | Halbfinale | Finale | Finale |
| Athletin           | Disziplin | Zeit    | Platz   | Zeit       | Platz      | Zeit   | Platz  |
| ------------------ | --------- | ------- | ------- | ---------- | ---------- | ------ | ------ |
| Francine Niyonsaba | 5000 m    | DNS     | DNS     | DNQ        | DNQ        | -      | -      |
| Francine Niyonsaba | 10.000 m  |         |         |            |            | DNS    | DNS    |